# Зюсмайер, Франц Ксавер
Франц Ксавер Зюсмайер (также Зюсмейер, Зюсмайр, нем. Franz Xaver Süßmayr (Süssmayr, Suessmayr); 1766, Шваненштадт — 17 сентября 1803, Вена) — австрийский композитор, ученик Вольфганга Амадея Моцарта.

## Биография
В молодости был главным певчим в провинциальной австрийской церкви. В 1787 году переехал в Вену, где поначалу стал учеником Антонио Сальери, а затем начал учиться у Моцарта.

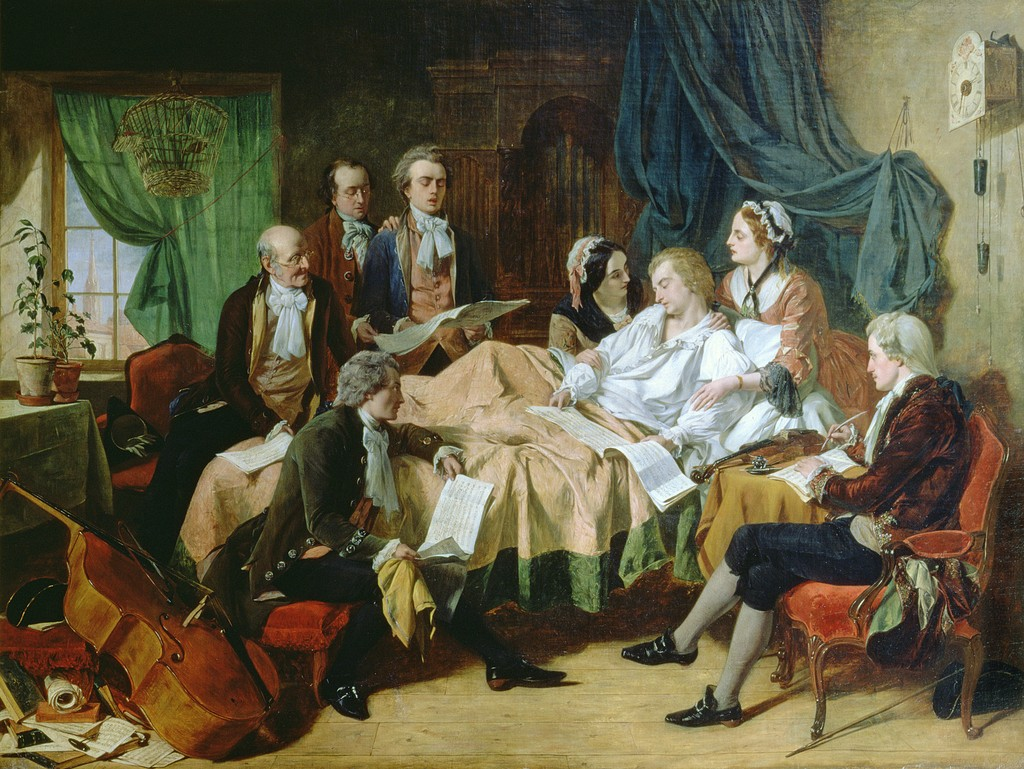
«Последние часы жизни Моцарта». В правом углу с нотами изображен и Зюсмайер Художник Хенри Нельсон О’Нил, 1860-е года

Сблизившись с композитором, Зюсмайер целый год прожил в доме Моцарта и его жены Констанции как полноправный член семьи. В 1791 году он ассистировал Моцарту как копиист при работе композитора над операми «Милосердие Тита» и «Волшебная флейта». Кроме того, он является автором второй части концерта для валторны с оркестром Моцарта (Horn Concerto N°1 II. Rondo. Allegro, F.X. Süssmayr SWV 502) и речитативов к его опере Милосердие Тита (премьера которой состоялась 6 сентября 1791 года в пражском Сословном театре незадолго до смерти Моцарта). С ним Моцарт обсуждал ход работы над своим «Реквиемом» и после внезапной смерти композитора Зюсмайер по предсмертной просьбе Моцарта и его вдовы закончил его «Реквием». Эта работа Зюсмайера вызвала в дальнейшем ожесточённую полемику, особенно в 1820-е гг.: обсуждался и масштаб его вклада (причём находились и специалисты, утверждавшие, что «Реквием», в сущности, написан Зюсмайером, и те, кто настаивал на незначительности его вклада), и сопоставимость дарований двух композиторов — в частности, Г. Л. П. Зиверс ставил Зюсмайера почти вровень с Моцартом, тогда как Отто Ян подчёркивал подражательный и легковесный характер его музыки. Так или иначе до сих пор «Реквием» Моцарта традиционно исполняется в редакции и с оркестровкой Зюсмайера, хотя в дальнейшем были предложены и редакции других композиторов.
С 1792 по 1794 год композитор был капельмейстером венского Бургтеатра, в 1794—1801 годах — капельмейстером Кернтнертор-театра. Зюсмайер написал около 25 опер, особым успехом пользовались комические: среди них выделяются сочинения на популярные восточные темы «Турок в Италии» (Второе названием «Мусульманин в Неаполе», либретто Катерино Маццола, 1794 год, Прага) и «Сулейман II или Три султанши» (Soliman der Zweyte; oder Die drey Sultanninen, либретто Franz Xavier Huber, 1799 год, Вена). На мотив из «Сулеймана II» (трио «Tändeln und scherzen») Бетховен создал Восемь вариаций для фортепиано (WoO 76). Также Зюсмайер сочинял балеты, церковную, симфоническую, камерную и вокальную музыку. Иногда исполняются его Немецкий Реквием и Турецкая Симфония (Sinfonia Turchesca in Do, SmWv 403).
25 апреля 1812 года, уже после смерти композитора, в миланском театре Ла Скала состоялась премьера его балета «Орех Беневенто» в постановке балетмейстера Сальваторе Вигано. Никколо Паганини, присутствовавший на одном из представлений, был так поражён сценой безудержной пляски колдуний, что написал одно из своих наиболее известных произведений — «Ведьмы», вариации на тему балета «Орех Беневенто» для скрипки с оркестром (Вариации на четвёртой струне). Премьера сочинения состоялась в «Ла Скала» 29 октября 1813 года и поразила публику.

## Избранные произведения
Оперы

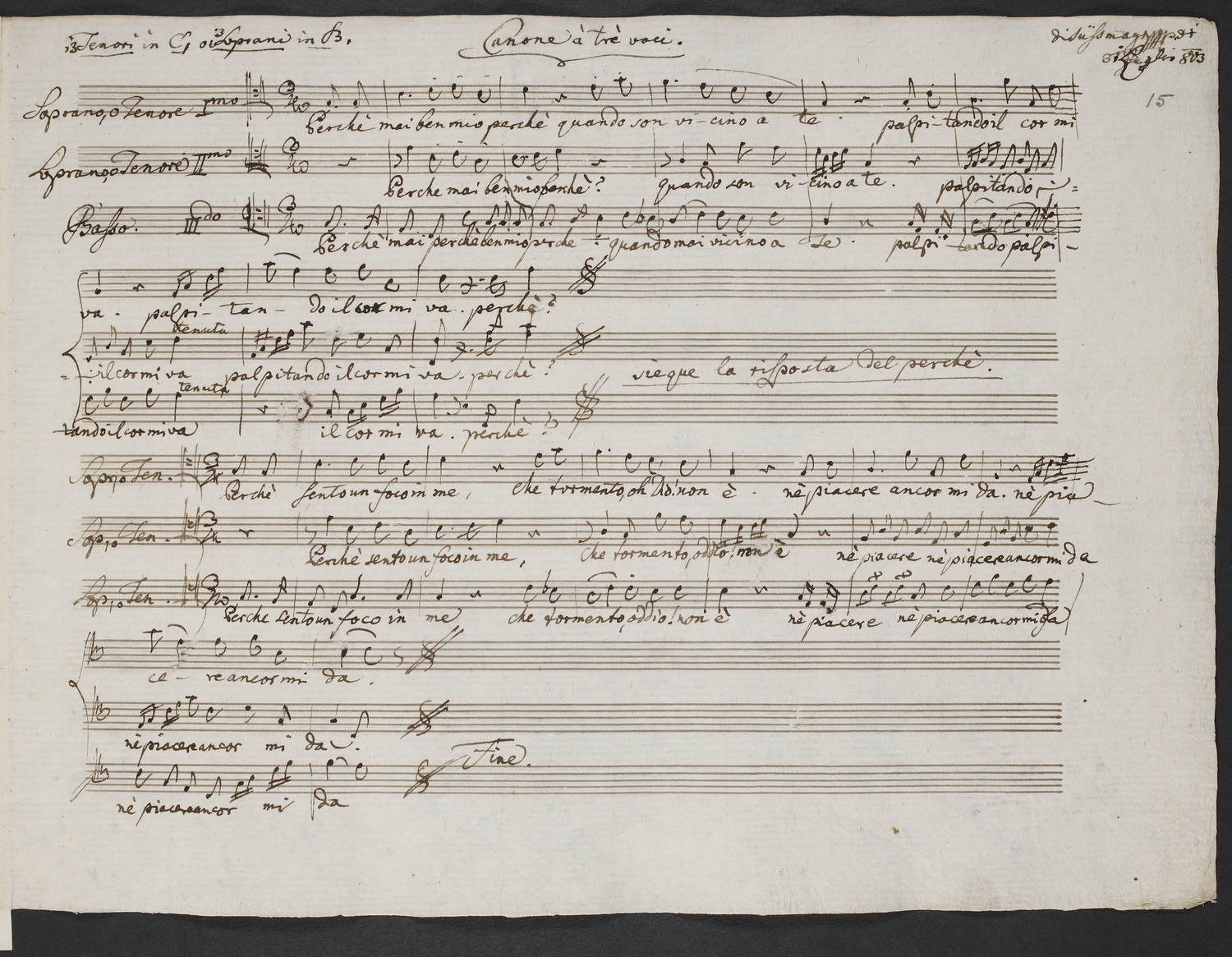
Нотная рукопись композитора из коллекции Британской библиотеки

- 1785 — «Любовь для короля» (Кремсмюнстер)
- 1792 — «Моисей, или Исход из Египта» (нем. Moses oder Der Auszug aus Aegypten)
- 1794 — «Зеркало Аркадии» (нем. Der Spiegel von Arkadien)
- 1794 — «Турок в Италии» («Мусульманин в Неаполе»).
- 1796 — «Двойная признательность», редакция оперы Андре Гретри «Двойное испытание», «Добровольцы»
- 1799 — «Сулейман II, или Три султанши» (нем. Soliman der Zweyte; oder Die drey Sultanninen)
- 1800 — «Гюльнара»

Балеты
- ? — «Орех Беневенто»

Кантаты
- 1796 — «Спаситель в опасности»